# Елла-Джун Генрард
Елла-Джун Генрард(*04 червня 1993, Антверпен, Бельгія) —  бельгійська театральна та кіноактриса. 

## Біографія
Елла-Джун Генрард народилася 4 червня 1993 року
в Антверпені. У 2018 році закінчила Маастрихтську академію драматичного мистецтва.

## Фільмографія
- Сьомий (2015)
- Фасади (2017)

## Нагороди та номінації
| Нагорода                     | Рік  | Категорія                   | Фільм    | Результат |
| ---------------------------- | ---- | --------------------------- | -------- | --------- |
| Нідерландський кінофестиваль | 2015 | краща акторка другого плану | "Сьомий" | Номінація |